# U-205
U-205 — средняя немецкая подводная лодка типа VIIC времён Второй мировой войны.

## История
Заказ на постройку субмарины был отдан 16 октября 1939 года. Лодка была заложена 19 июня 1940 года на верфи «Германиаверфт» в Киле под строительным номером 634, спущена на воду 20 марта 1941 года. Лодка вошла в строй 3 мая 1941 года под командованием капитан-лейтенанта Франца-Георга Решке.

### Командиры
- 3 мая 1941 года — 19 октября 1942 года Франц-Георг Решке
- 19 октября 1942 года — 17 февраля 1943 года Фридрих Бюргель

### Флотилии
- 3 мая — 1 июля 1941 года — 3-я флотилия (учебная)
- 1 июля — 1 ноября 1941 года — 3-я флотилия
- 1 ноября 1941 года — 17 февраля 1943 года — 29-я флотилия

### История службы
Лодка совершила 11 боевых походов. Потопила одно судно водоизмещением 2 623 брт и британский легкий крейсер Hermione водоизмещением 5 450 тонн. Потоплена 17 февраля 1943 года в Средиземноморье, в районе с координатами 32°56′ с. ш. 22°01′ в. д., глубинными бомбами с британского эсминца HMS Paladin при помощи южноафриканского самолёта Bisley (Blenheim). 8 человек погибли, 42 члена экипажа спаслись.

### Атаки и происшествия
- 26 сентября 1941 года во время преследования конвоя HG-73 U-205 подверглась бомбардировке с самолёта «с американскими опознавательными знаками». В результате атаки лодка была вынуждена прервать преследование и вернуться на базу во Францию.
- 30 сентября 1941 года на лодке произошел взрыв, унёсший жизнь одного члена экипажа.